# Сейдуллаулы, Женис
Женис Сейдуллаулы (каз. Жеңіс Сейдуллаұлы, род. 14 мая 1962; Кармакшинский район, Кызылординская область, Казахская ССР, СССР) — советский и казахский эстрадный певец, композитор, Заслуженный деятель Казахстана (2006).

## Биография
Женис Сейдуллаулы родился 14 мая 1962 года в Кармакшинском районе Кызылординской области.
В 1982 году окончил Чимкентскую музыкальную школу по специальности хоровой дирижёр.
В 1985 году окончил Республиканское эстрадное цирковое училище имени Жусупбека Елебекова по специальности «эстрадный вокал».
В 2005 году окончил факультет «экономика и менеджмент» Таразский государственный университет по специальности экономист.
В 2012 году окончил магистратуру факультета эстрадного искусства Казахской Национальной академии искусств им. Темирбека Жургенова и получил степень магистра искусств.

## Трудовая деятельность
С 1984 по 1987 годы — артист оркестра ансамбля «Гүлдер»
С 1989 по 1994 годы — артист-инструменталист ансамбля «Аркас» Алматинской областной филармонии имени Суюнбая.
С 1994 по 1997 годы — главный дирижёр Государственного ансамбля «Гүлдер».
С 1998 по 2004 годы — солист Алматинской областной филармонии имени Суюнбая.
С 2004 по 2006 годы — ведущий солист ансамбля «Гүлдер».
С 2005 по 2006 годы — заместитель заведующего идеологическим отделом Центрального аппарата Республиканской политической партии «Нур Отан».
С 2006 по 2008 годы — директор ансамбля «Гүлдер» филиала АО «Қазақ әуендері».
С 2013 по 2014 годы — проректор по творческой работе и внешним связям Казахской Национальной академии искусств им. Т. К. Жургенова.
С 2014 по 2016 годы — директор республиканского эстрадно-циркового колледжа им. Ж. Елебекова.
С 2016 по 2018 годы — директор Казахской государственной филармонии имени Жамбыла.
С февраль 2018 года по настоящее время — директор Государственной концертной организации «Казахконцерт».

## Награды и звания
- 2006 — Указом Президента Республики Казахстан от 8 декабря 2006 года присвоено почётное звание «Заслуженный деятель Казахстана» за заслуги в развитии казахской эстрады.[5]
- 2007 — Почётный гражданин Кармакшинского района Кызылординской области.
- 2011 — Медаль «20 лет независимости Республики Казахстан»
- 2015 — Медаль «20 лет Конституции Республики Казахстан»
- 2015 — Почётный гражданин Каратальского района Алматинской области.
- 2015 — Указом Президента Республики Казахстан от 9 декабря 2015 года награждён орденом «Курмет» за вклад в развитие казахской эстрады.[6]
- 2015 — Медаль «550-летия Казахского ханства»[7]
- 2016 — Медаль «25 лет независимости Республики Казахстан»
- 2018 — Медаль «20 лет Астане»[8]
- 2018 — Почётный гражданин города Кызылорда (14 декабря 2018 года)[9]
- Награждён личными благодарственными письмами Первого Президента Республики Казахстан и др.